# Episodi di Yu-Gi-Oh! VRAINS
In questa voce è raccolta la lista degli episodi della serie televisiva anime Yu-Gi-Oh! VRAINS (遊☆戯☆王 ＶＲＡＩＮＳ?, Yū☆Gi☆Ō Vureinzu), trasmessi in Giappone a partire dal 10 maggio 2017 su TV Tokyo. L'edizione italiana è stata trasmessa a partire dal 18 giugno 2018 sul canale K2 al 3 aprile 2019, interrompendosi all'episodio 46.

## Stagione 1
| Nº | Titolo italiano Giapponese 「Kanji」 - Rōmaji - Traduzione letterale                                                               | In onda           | In onda          |
| Nº | Titolo italiano Giapponese 「Kanji」 - Rōmaji - Traduzione letterale                                                               | Giapponese        | Italiano         |
| 1  | Vrains 「俺の名はＰｌａｙｍａｋｅｒ」 - Ore no Na wa Pureimēkā – "Il mio nome è Playmaker"                                         | 10 maggio 2017    | 18 giugno 2018   |
| 2  | Cavalca il vento! 「風を掴め！Ｓｔｏｒｍ Ａｃｃｅｓｓ」 - Kaze o Tsukame! Sutōmu Akusesu – "Cattura il vento! Accesso Tempesta"    | 17 maggio 2017    | 19 giugno 2018   |
| 3  | Primo contatto 「ファースト・コンタクト」 - Fāsuto Kontakuto – "Primo contatto"                                                    | 24 maggio 2017    | 20 giugno 2018   |
| 4  | La sfida di Gore 「カリスマデュエリスト Ｇｏ鬼塚」 - Karisuma Dyuerisuto Gō Onizuka – "Go Onizuka il duellante carisma"            | 31 maggio 2017    | 21 giugno 2018   |
| 5  | Conto alla rovescia 「鳴動のスリーカウント」 - Meidō no Surī Kaunto – "La terza campana sonante"                                   | 7 giugno 2017     | 25 giugno 2018   |
| 6  | Playmaker contro Blue Angel 「アイドル！！ブルーエンジェル」 - Aidoru!! Burū Enjeru – "Idolo!! Angelo Blu"                         | 14 giugno 2017    | 26 giugno 2018   |
| 7  | Angelo caduto 「ハノイの天使」 - Hanoi no Tenshi – "L'angelo di Hanoi"                                                             | 21 giugno 2017    | 27 giugno 2018   |
| 8  | Tempesta in arrivo 「風を操りし者」 - Kaze o Ayatsurishi Mono – "Colui che controlla il vento"                                     | 5 luglio 2017     | 28 giugno 2018   |
| 9  | Duello col nemico 「追い求めてきた敵」 - Oimotometekita Teki – "Il nemico che stavo cercando"                                      | 12 luglio 2017    | 2 luglio 2018    |
| 10 | Nell'occhio del ciclone 「衝撃！サイバース消失」 - Shōgeki! Saibāsu Shōshitsu – "Impatto! I Cyberso svaniscono"                    | 19 luglio 2017    | 3 luglio 2018    |
| 11 | Neutralizzato 「轟く弾倉 ヴァレルロード」 - Todoroku Dansō Varerurōdo – "Callibrocarica il caricatore ruggente"                    | 26 luglio 2017    | 4 luglio 2018    |
| 12 | I misteri del passato 「鉄壁の守護竜ファイアウォール」 - Teppeki no Shugoryū Faiawōru – "Firewall l'inespugnabile drago difensivo" | 2 agosto 2017     | 5 luglio 2018    |
| 13 | Playback 「激闘の記録」 - Gekitō no Kiroku – "Registrazione della battaglia feroce"                                                | 9 agosto 2017     | 29 ottobre 2018  |
| 14 | L'invito 「ゴーストガールの誘い」 - Gōsuto Gāru no Izanai – "L'invito di Ragazza Fantasma"                                         | 16 agosto 2017    | 30 ottobre 2018  |
| 15 | Caos mimetizzato 「闇に忍ぶオルターガイスト」 - Yami ni Shinobu Orutāgaisuto – "Gli Altergeist che si nascondono nell'oscurità"    | 23 agosto 2017    | 31 ottobre 2018  |
| 16 | Attacco hacker 「潜入ＳＯＬ電脳要塞」 - Sen'nyū Soru Den'nō Yōsai – "Infiltrazione nella cyber-fortezza della SOL"                 | 30 agosto 2017    | 5 novembre 2018  |
| 17 | Il ritorno di Blue Angel 「完全無欠のＡＩデュエリスト」 - Kanzen Muketsu no Ēai Dyuerisuto – "Il duellante I.A. perfetto"          | 6 settembre 2017  | 6 novembre 2018  |
| 18 | Il duello delle risposte 「胸に刻まれた傷」 - Mune ni Kizumareta Kizu – "Una ferita incisa nel cuore"                              | 13 settembre 2017 | 7 novembre 2018  |
| 19 | L'incidente perduto 「闇に葬られし事件」 - Yami ni Hōmurareshi Jiken – "L'incidente sepolto nell'oscurità"                         | 20 settembre 2017 | 8 novembre 2018  |
| 20 | Nuovi elementi 「ゆずれない正義」 - Yuzurenai Seigi – "Giustizia inarrestabile"                                                    | 27 settembre 2017 | 12 novembre 2018 |
| 21 | Il racconto di IA 「新たな闘いの火種」 - Aratana Tatakai no Hidane – "Braci di una nuova battaglia"                                | 4 ottobre 2017    | 13 novembre 2018 |
| 22 | Sole nero 「漆黒に染まる日輪」 - Shikkoku ni Somaru Nichirin – "Sole annerito"                                                     | 11 ottobre 2017   | 14 novembre 2018 |
| 23 | La maschera di Gore 「ゲノムの巨人」 - Genomu no Kyojin – "Il gigante di Genoma"                                                   | 18 ottobre 2017   | 15 novembre 2018 |
| 24 | La scelta di Gore 「ダークマスクが背負う宿命」 - Dāku Masuku ga Seou Shukumei – "Il fardello del destino della maschera oscura"    | 25 ottobre 2017   | 19 novembre 2018 |
| 25 | Le carte virus 「ウィルスデッキ・オペレーション」 - Wirusu Dekki Operēshon – "Operazione Deck Virus"                               | 1º novembre 2017  | 20 novembre 2018 |
| 26 | Diagnosi: rimozione 「希望を導くスリー・ドロー」 - Kibō o Michibiku Surī Dorō – "Tre pescate che guidano alla speranza"            | 8 novembre 2017   | 21 novembre 2018 |
| 27 | Il combattente coraggioso 「闘う男、島直樹」 - Tatakau Otoko, Shima Naoki – "Naoki Shima il combattente"                           | 15 novembre 2017  | 22 novembre 2018 |
| 28 | Insetti pericolosi 「三騎士、最後の将」 - Sankishi, Saigo no Shō – "L'ultimo comandante dei tre cavalieri"                         | 22 novembre 2017  | 26 novembre 2018 |
| 29 | Le cronache di Kolter 「クサナギ・リポート」 - Kusanagi Ripōto – "Il Rapporto Kusanagi"                                            | 29 novembre 2017  | 4 marzo 2019     |
| 30 | I misteri nel Link Vrains 「奈落への扉」 - Naraku e no Tobira – "La porta per l'abisso"                                            | 6 dicembre 2017   | 5 marzo 2019     |
| 31 | Combattimento sotterraneo 「終末のトリガー」 - Shūmatsu no Torigā – "Il grilletto della fine"                                      | 13 dicembre 2017  | 6 marzo 2019     |
| 32 | La torre di Hanoi 「ハノイの塔」 - Hanoi no Tō – "La torre di Hanoi"                                                               | 20 dicembre 2017  | 7 marzo 2019     |
| 33 | C'era una volta 「青い涙の天使」 - Aoi Namida no Tenshi – "L'angelo dalle lacrime blu"                                             | 27 dicembre 2017  | 11 marzo 2019    |
| 34 | Le radici del male 「聖なる天樹」 - Seinaru Tenju – "L'albero sacro"                                                               | 10 gennaio 2018   | 12 marzo 2019    |
| 35 | L'albero 「もう一つのロスト事件」 - Mō Hitotsu no Rosuto Jiken – "L'altro incidente perduto"                                       | 17 gennaio 2018   | 13 marzo 2019    |
| 36 | Duello sul ponte 「くだらない正義」 - Kudaranai Seigi – "Giustizia ridicola"                                                       | 24 gennaio 2018   | 14 marzo 2019    |
| 37 | Sospesi nel vuoto 「我が母なる樹」 - Waga Hahanaru Ki – "Il mio albero materno"                                                    | 31 gennaio 2018   | 18 marzo 2019    |
| 38 | Uno sguardo al passato 「ハノイの追想」 - Hanoi no Tsuisō – "I ricordi di Hanoi"                                                   | 7 febbraio 2018   | 19 marzo 2019    |
| 39 | Il match di Gore 「闇に葬る弾丸」 - Yami ni Hōmuru Dangan – "La pallottola sepolta nell'oscurità"                                  | 14 febbraio 2018  | 20 marzo 2019    |
| 40 | La guerra di Gore 「勝利への渇望」 - Shōri e no Katsubō – "Sete di vittoria"                                                       | 21 febbraio 2018  | 21 marzo 2019    |
| 41 | Nemico predestinato 「欺かれた事実」 - Azamukareta Jijitsu – "Verità ingannevole"                                                  | 28 febbraio 2018  | 25 marzo 2019    |
| 42 | Accesso tempesta 「スターダストロードの導き」 - Sutādasuto Rōdo no Michibiki – "La guida della Via della Polvere di Stelle"        | 7 marzo 2018      | 26 marzo 2019    |
| 43 | La rivelazione 「イグニスの誕生」 - Igunisu no Tanjō – "La nascita degli Ignis"                                                    | 14 marzo 2018     | 27 marzo 2019    |
| 44 | Una flebile speranza 「運命の囚人」 - Unmei no Shūjin – "Prigioniero del destino"                                                  | 21 marzo 2018     | 28 marzo 2019    |
| 45 | Duello extra 「極限領域のデュエル」 - Kyokugen Ryōiki no Dyueru – "Duello nel dominio estremo"                                     | 28 marzo 2018     | 2 aprile 2019    |
| 46 | Verso il futuro 「未来を描き出すサーキット」 - Mirai o Egakidasu Sākitto – "Il circuito che disegna il futuro"                     | 4 aprile 2018     | 3 aprile 2019    |

## Stagione 2
| Nº  | Giapponese 「Kanji」 - Rōmaji - Traduzione letterale                                                   | In onda           | In onda  |
| Nº  | Giapponese 「Kanji」 - Rōmaji - Traduzione letterale                                                   | Giapponese        | Italiano |
| 47  | 「帰ってきたＰｌａｙｍａｋｅｒ」 - Kaettekita Pureimēkā – "Playmaker è tornato"                        | 11 aprile 2018    | -        |
| 48  | 「裁きの矢」 - Sabaki no Ya – "La freccia del giudizio"                                                | 18 aprile 2018    | -        |
| 49  | 「炎をまといし決闘者」 - Honō o Matoishi Dyuerisuto – "Il duellante avvolto dalle fiamme"              | 25 aprile 2018    | -        |
| 50  | 「転校生、穂村尊」 - Tenkōsei, Homura Takeru – "Takeru Homura lo studente trasferito"                  | 2 maggio 2018     | -        |
| 51  | 「カリスマを捨てた男」 - Karisuma o Suteta Otoko – "L'uomo che buttò via il carisma"                   | 9 maggio 2018     | -        |
| 52  | 「名ばかりの英雄」 - Na Bakari no Eiyū – "Un eroe solo nel nome"                                       | 16 maggio 2018    | -        |
| 53  | 「賞金稼ぎブラッドシェード」 - Bauntī Hantā Buraddo Shepādo – "Blood Shepherd il cacciatore di taglie" | 23 maggio 2018    | -        |
| 54  | 「戦慄のバトルドローン」 - Senritsu no Batoru Dorōn – "I terrificanti Droni da Battaglia"              | 30 maggio 2018    | -        |
| 55  | 「未知なる世界へ」 - Michinaru Sekai e – "Verso un mondo sconosciuto"                                  | 6 giugno 2018     | -        |
| 56  | 「初陣！ブルーガール」 - Uijin! Burū Gāru – "Prima battaglia! Ragazza Blu"                             | 13 giugno 2018    | -        |
| 57  | 「雲上の決戦」 - Unjō no Kessen – "Battaglia finale sopra le nuvole"                                   | 20 giugno 2018    | -        |
| 58  | 「レプリカの魂」 - Repurika no Tamashī – "L'anima della replica"                                       | 4 luglio 2018     | -        |
| 59  | 「ハノイ再始動」 - Hanoi Saishidō – "Hanoi ritorna"                                                    | 11 luglio 2018    | -        |
| 60  | 「敗北のブレイヴ・マックス」 - Haiboku no Bureivu Makkusu – "Brave Max il perdente"                    | 18 luglio 2018    | -        |
| 61  | 「闇より出でし絶望」 - Yami yori Ideshi Zetsubō – "Disperazione dall'Oscurità"                         | 25 luglio 2018    | -        |
| 62  | 「忌まわしき亡霊」 - Imawashiki Bōrei – "Il fantasma minaccioso"                                       | 1º agosto 2018    | -        |
| 63  | 「転生する炎」 - Tensei-suru Honō – "Le fiamme reincarnanti"                                           | 8 agosto 2018     | -        |
| 64  | 「ターニング・ポイント」 - Tāning Pointo – "Punto di svolta"                                           | 15 agosto 2018    | -        |
| 65  | 「Ｐｌａｙｍａｋｅｒの息吹」 - Pureimēkā no Ibuki – "Gli albori di Playmaker"                          | 22 agosto 2018    | -        |
| 66  | 「地のイグニス「アース」」 - Chi no Igunisu "Āsu" – "L'Ignis di Terra, "Earth""                        | 29 agosto 2018    | -        |
| 67  | 「ＡＩに宿る慕情」 - Ēai ni Yadoru Bojō – "Il desiderio dell'I.A."                                     | 5 settembre 2018  | -        |
| 68  | 「密会」 - Mikkai – "Incontro segreto"                                                                 | 12 settembre 2018 | -        |
| 69  | 「果たすべき使命」 - Hatasu-beki Shimei – "Una missione che deve essere compiuta"                      | 19 settembre 2018 | -        |
| 70  | 「調律する弾丸」 - Chōritsu-suru Dangan – "Pallottole accordate"                                       | 26 settembre 2018 | -        |
| 71  | 「宣戦布告」 - Sensen Fukoku – "Dichiarazione di guerra"                                               | 3 ottobre 2018    | -        |
| 72  | 「曇りなき極致」 - Kumorinaki Kyokuchi – "Perfezione limpida"                                          | 10 ottobre 2018   | -        |
| 73  | 「絶望を絶つ光刃」 - Zetsubō o Tatsu Kōjin – "La lama di luce che taglia la disperazione"              | 17 ottobre 2018   | -        |
| 74  | 「囚われのイグニス」 - Toraware no Igunisu – "L'Ignis catturato"                                       | 24 ottobre 2018   | -        |
| 75  | 「心に取り付く鬼」 - Kokoro ni Toritsuku Oni – "Il demone che possiede il suo cuore"                   | 31 ottobre 2018   | -        |
| 76  | 「呼び起される記憶」 - Yobiokosareru Kioku – "Memorie risvegliate"                                     | 7 novembre 2018   | -        |
| 77  | 「相容れない兄妹」 - Ai'irenai Keimai – "Fratellone e sorellina in conflitto"                          | 14 novembre 2018  | -        |
| 78  | 「反骨のバウンティハンター」 - Hankotsu no Bauntī Hantā – "Il cacciatore di taglie ribelle"            | 21 novembre 2018  | -        |
| 79  | 「光速のライトニング」 - Kōsoku no Raitoningu – "Lightning alla velocità della luce"                   | 28 novembre 2018  | -        |
| 80  | 「賞金稼ぎの務め」 - Bauntī Hantā no Tsutome – "Il dovere del cacciatore di taglie"                    | 5 dicembre 2018   | -        |
| 81  | 「たどり着いた頂」 - Tadoritsuita Itadaki – "Arrivato alla sommità"                                    | 12 dicembre 2018  | -        |
| 82  | 「本能の先にあるもの」 - Honnō no Saki ni aru Mono – "Cosa c'è oltre gli istinti"                      | 19 dicembre 2018  | -        |
| 83  | 「イレギュラー・ミーティング」 - Iregyurā Mītingu – "Incontro irregolare"                              | 26 dicembre 2018  | -        |
| 84  | 「静まらない過去」 - Shizumaranai Kako – "Un passato turbolento"                                       | 9 gennaio 2019    | -        |
| 85  | 「偽りなき涙」 - Itsuwarinaki Namida – "Lacrime sincere"                                               | 16 gennaio 2019   | -        |
| 86  | 「持たざる者の知恵」 - Motazarumono no Chie – "La saggezza del nullatenente"                           | 23 gennaio 2019   | -        |
| 87  | 「連鎖破壊」 - Rensa Hakai – "Distruzione a catena"                                                    | 30 gennaio 2019   | -        |
| 88  | 「リベンジャー・ウインディ」 - Ribenjā Uindi – "Windy il vendicatore"                                  | 6 febbraio 2019   | -        |
| 89  | 「重なる二つの火」 - Kasanaru Futatsu no Hi – "Due fiamme che si sovrappongono"                        | 13 febbraio 2019  | -        |
| 90  | 「次世代の創造主」 - Jisedai no Sōzōshu – "Il creatore della prossima generazione"                     | 20 febbraio 2019  | -        |
| 91  | 「誇り高き乙女」 - Hokoritakaki Otome – "L'orgogliosa fanciulla"                                       | 27 febbraio 2019  | -        |
| 92  | 「大いなる試練」 - Ōinaru Shiren – "La grande prova"                                                   | 6 marzo 2019      | -        |
| 93  | 「交わした約束」 - Kawashita Yakusoku – "La promessa con l'un l'altro"                                 | 13 marzo 2019     | -        |
| 94  | 「猛る魂」 - Takeru Tamashī – "L'anima furiosa"                                                        | 20 marzo 2019     | -        |
| 95  | 「不死鳥の輝き」 - Fushichō no Kagayaki – "Lo splendore della fenice"                                  | 27 marzo 2019     | -        |
| 96  | 「ライトニングの罪」 - Raitoningu no Tsumi – "Il peccato di Lightning"                                 | 3 aprile 2019     | -        |
| 97  | 「イグニス統合計画」 - Igunisu Tōgō Keikaku – "Il Piano di Unificazione degli Ignis"                   | 10 aprile 2019    | -        |
| 98  | 「一線を越えたＡＩ」 - Issen wo Koeta Ēai – "L'I.A. oltrepassò il limite"                              | 17 aprile 2019    | -        |
| 99  | 「新世界の扉」 - Shinsekai no Tobira – "La porta di un nuovo mondo"                                    | 24 aprile 2019    | -        |
| 100 | 「ねじれた理想郷」 - Nejireta Risōkyō – "Un'utopia distorta"                                           | 1º maggio 2019    | -        |
| 101 | 「迷いなき本能」 - Mayoinaki Honnō – "Istinto incrollabile"                                            | 8 maggio 2019     | -        |
| 102 | 「委ねられた願い」 - Yudanerareta Negai – "Desideri affidati"                                          | 15 maggio 2019    | -        |

## Stagione 3
| Nº  | Giapponese 「Kanji」 - Rōmaji - Traduzione letterale                      | In onda           | In onda  |
| Nº  | Giapponese 「Kanji」 - Rōmaji - Traduzione letterale                      | Giapponese        | Italiano |
| 103 | 「終りへの旅立ち」 - Owari he no Tabidachi – "Il viaggio verso la fine"   | 22 maggio 2019    | -        |
| 104 | 「犯行声明」 - Hankō Seimei – "Dichiarazione di crimine"                  | 29 maggio 2019    | -        |
| 105 | 「迎撃」 - Geigeki – "Intercettamento"                                    | 5 giugno 2019     | -        |
| 106 | 「がんばれ！！ロボッピ」 - Ganbare!! Roboppi – "Buona fortuna, Roboppi!!" | 12 giugno 2019    | -        |
| 107 | 「鬼を討つ」 - Oni wo Utsu – "Colpisci l'orco"                            | 19 giugno 2019    | -        |
| 108 | 「不撓不屈の精神」 - Futō Fukutsu no Seishin – "Uno spirito indomabile"   | 3 luglio 2019     | -        |
| 109 | 「イグニスを狩るもの」 - Igunisu wo Karu Mono – "Il cacciatore di Ignis"  | 10 luglio 2019    | -        |
| 110 | 「哀の苛立ち」 - Ai no Iradachi – "La triste frustrazione di Ai"          | 17 luglio 2019    | -        |
| 111 | 「せめぎ合う意思」 - Semegiau Ishi – "Voler combattersi a vicenda"        | 24 luglio 2019    | -        |
| 112 | 「ＳＯＬ社の凋落」 - Soru-sha no Chōraku – "Il declino della SOL"         | 31 luglio 2019    | -        |
| 113 | 「家電の王様」 - Kaden no Ō-sama – "Il gran re degli elettrodomestici"    | 7 agosto 2019     | -        |
| 114 | 「夢見るロボッピ」 - Yumemiru Roboppi – "Roboppi sognatore"               | 14 agosto 2019    | -        |
| 115 | 「始まりの場所」 - Hajimari no Basho – "Dove tutto è iniziato"            | 21 agosto 2019    | -        |
| 116 | 「完全燃焼」 - Kanzen Nenshō – "Combustione completa"                     | 28 agosto 2019    | -        |
| 117 | 「交わらない道」 - Majiwaranai Michi – "Percorsi paralleli"               | 4 settembre 2019  | -        |
| 118 | 「無謀な提案」 - Mubōna Teian – "Una proposta avventata"                  | 11 settembre 2019 | -        |
| 119 | 「壊れゆく自我」 - Kowareyuku Jiga – "Distruzione del sé"                 | 18 settembre 2019 | -        |
| 120 | 「繋がる世界」 - Tsunagaru Sekai – "Un mondo connesso"                    | 25 settembre 2019 | -        |

## Pubblicazione

### Giappone
Gli episodi di Yu-Gi-Oh! VRAINS sono stati pubblicati per il mercato home video nipponico in box da più DVD dal 18 ottobre 2017 al 22 gennaio 2020.
| Volume | Episodi | Data            |
| ------ | ------- | --------------- |
| 1      | 1-13    | 18 ottobre 2017 |
| 2      | 14-25   | 17 gennaio 2018 |
| 3      | 26-37   | 18 aprile 2018  |
| 4      | 38-49   | 18 luglio 2018  |
| 5      | 50-61   | 17 ottobre 2018 |
| 6      | 62-73   | 16 gennaio 2019 |
| 7      | 74-85   | 17 aprile 2019  |
| 8      | 86-97   | 17 luglio 2019  |
| 9      | 98-109  | 16 ottobre 2019 |
| 10     | 110-120 | 22 gennaio 2020 |